# Phanerotoma indica
Phanerotoma indica är en stekelart som beskrevs av Herbert Zettel 1990. Phanerotoma indica ingår i släktet Phanerotoma och familjen bracksteklar. Inga underarter finns listade i Catalogue of Life.